# Heike Dähne
Heike Dähne (Zwickau, 15 ottobre 1961) è una nuotatrice tedesca orientale, poi tedesca dopo l'unificazione con la Germania ovest.
Gareggiò alle Olimpiadi di Mosca del 1980 vincendo la medaglia di bronzo negli 800 metri stile libero.
In seguito vinse due medaglie nei 200 metri farfalla ai campionati europei e mondiali.